# 마쓰마에 다카히로 (12대)

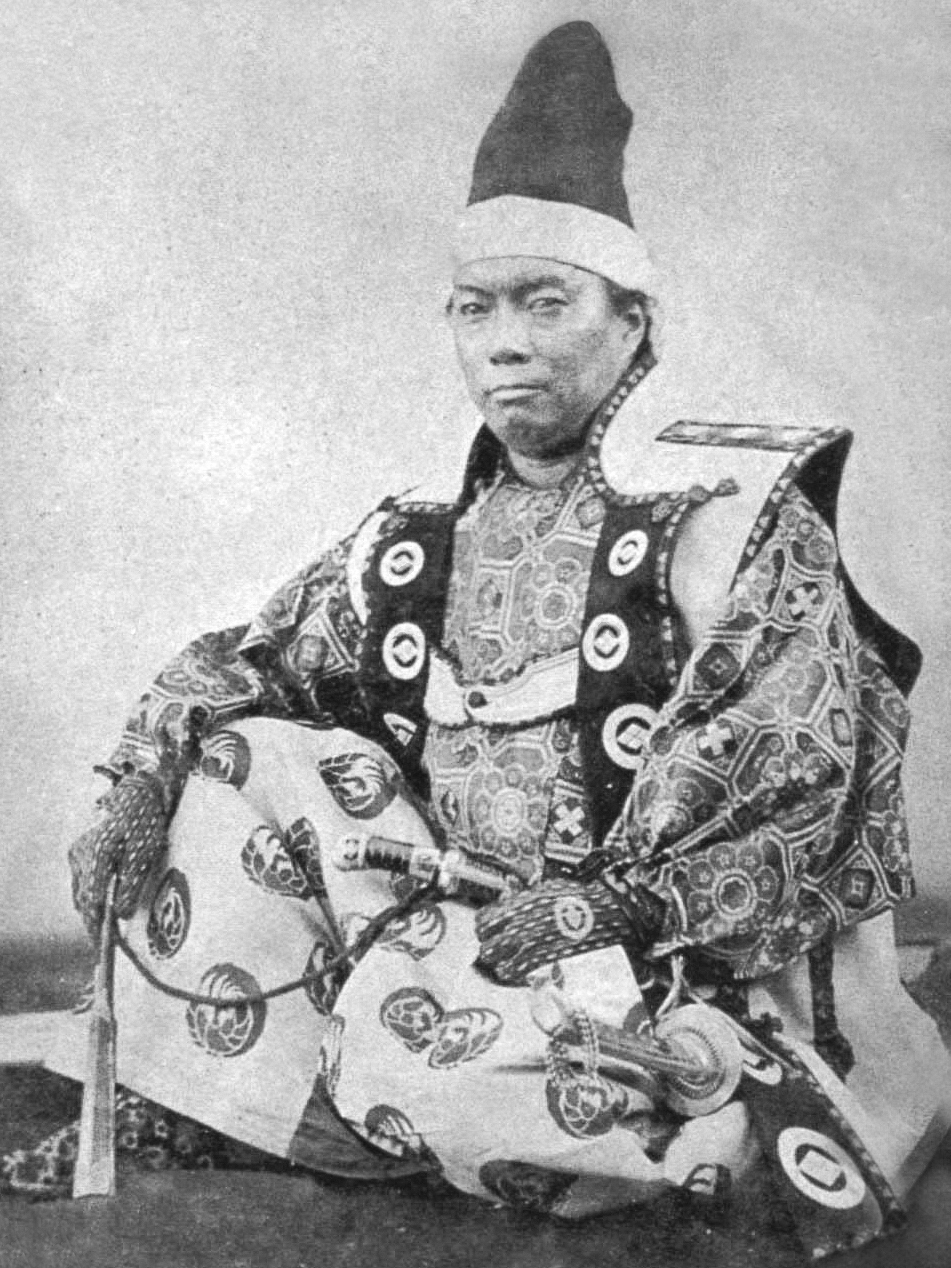
마쓰마에 다카히로

마쓰마에 다카히로(일본어: 松前崇廣, 1829년 12월 10일 ~ 1866년 6월 9일)는 마쓰마에번의 12대 번주로, 훗날 로주(老中)의 자리에도 올랐다.
마쓰마에번의 9대 번주 마쓰마에 아키히로(松前章廣)의 여섯 번째 아들로, 후쿠야마 성에서 태어났다. 어릴 적에 승마에 능했고, 난학, 영어, 병학 등을 배웠으며, 서양 문물에 관심이 많아 전자기기, 사진, 화학과 관련된 기기를 사용하는 등 서양통이었다. 사촌인 11대 번주 마쓰마에 마사히로(松前昌廣)가 병중일 때 그 아들 노리히로(德廣)가 아직 나이가 어리므로, 1849년 아키히로는 은거하고 다카히로는 그 양자가 되어 12대 번주에 취임했다. 그해 에도에 상경하여 도쿠가와 이에요시를 알현하고 종5위 하 이즈노카미(伊豆守)에 임관하였다. 이때 북방 경비의 강화를 위해 축성할 것을 명령받아 마쓰마에성을 지었다. 1853년 완공된 이 성은 전통 방식으로 지어진 에도 시대 최후의 성이었다.
1854년, 막부가 러시아에 대한 경비 강화를 위해 하코다테 부교(箱館奉行)를 재설치하고 마쓰마에 번의 영지였던 하코다테 주변 마을과 에조치 전역을 막부 직할령으로 삼았다. 대신 마쓰마에번은 무쓰 야나가와(梁川)와 데와 히가시네(東根), 오하나사와(尾花澤) 등 총합 4만 석의 영지를 지정받고, 매년 1만 8천 냥을 하사받게 되었다. 하지만 기존의 대(對) 에조 교역권은 이후 상실되었고, 번의 재정은 궁핍해지게 되었다.
1863년, 막부는 서양통인 다카히로를 지샤 부교(寺社奉行)에 임명하였고, 이듬해에는 로주 격 겸 육해군 총 부교(老中格兼陸海軍総奉行)를 거쳐 로주(老中)에 발탁되었다. 이 해에 마쓰마에 일대의 8개 마을을 영지로 돌려받았으며, 지원금 700냥이 삭감되었다. 1865년에는 육군 겸 해군 총재가 되었다. 이 무렵 영국, 미국, 프랑스, 네덜란드 4개국의 효고(兵庫) 개항 요구에 대하여, 로주 아베 마사토와 함께 조정의 칙허를 받지 않고 효고 개항을 결정하였다. 이로 인해 조정으로부터 관위 박탈, 근신의 칙령이 내려졌고, 막부는 두 로주를 면직하고 근신을 명했다. 다카히로는 1866년 마쓰마에로 돌아왔으나 열병으로 38세의 나이로 사망했다. 양자 마쓰마에 노리히로가 후사를 이었다.
| 전임 마쓰마에 마사히로 | 제12대 마쓰마에번 번주 1849년 ~ 1865년 | 후임 마쓰마에 노리히로 |